# Дойзи, Эдуард Аделберт
Э́дуард А́делберт До́йзи (англ. Edward Adelbert Doisy; 3 ноября 1893, Хьюм, штат Иллинойс, США — 23 октября 1986) — американский биохимик, лауреат Нобелевской премии по физиологии и медицине в 1943 году за открытие химической структуры витамина K (разделил премию с Хенриком Дамом, открывшим сам витамин).
Член Национальной академии наук США (1938), член Папской академии наук (1948).

## Награды
- Премия Уилларда Гиббса (1941)
- Нобелевская премия по физиологии и медицине (1943)